# Mircea Perpelea
Mircea Perpelea, né le 14 janvier 1956 à Morunglav, Județ d'Olt, est directeur au sein de la Banque nationale de Roumanie, professeur des universités. 

## Biographie
Après l’obtention du diplôme d’Ingénieur de la Faculté de Génie électrique de l’université de Craiova, Mircea Perpelea a dirigé le département énergétique au sein de la station de forage pétrolier de Ramnicu Valcea. Il a approfondi ses compétences dans le domaine énergétique par un master spécialisé à l’Institut Polytechnique de Bucarest.
Il a occupé en même temps les fonctions de Président de l’Office du Travail et de la Technique pour la Jeunesse de Ramnicu Valcea, avec une responsabilité directe pour les projets d’innovation et les projets culturels. 
Il s’est inscrit comme doctorant auprès de la Chaire de Génie électrique de l’université polytechnique de Bucarest où il obtient en 1997, après une soutenance publique, le titre de Docteur en Ingénierie. Pendant la même période, il a également mené une activité enseignante comme Professeur Assistant associé à la Faculté des sous-ingénieurs de Ramnicu Valcea. 
Après 1995, Mircea Perpelea a exercé ses compétences d’abord dans le domaine financier, comme directeur d’établissement bancaire (1999-2001), et finalement dans la haute fonction publique au sein du Ministère de l’Administration Publique, comme Préfet du département de Valcea. 
Après avoir intégré le Ministère des Affaires Étrangères en 2003, il a été nommé consul de Roumanie à Marseille. Pendant cette période, il a également contribué à la réalisation de nombreux projets dans le domaine de la coopération universitaire internationale, au bénéfice d’établissements d’enseignement supérieur roumains comme l’université de Pitești.
En 2004 il a été nommé maître des conférences à l’université de Pitești, à la Faculté d’Électronique, Communications et Informatique. Il y enseigne depuis les disciplines concernant les « Équipements électriques » et l’« Utilisation de l’énergie électrique ».
Dans le cadre de ses activités universitaires, il a également été sollicité par l’université Spiru Haret pour enseigner des disciplines à caractère économique. 
Par ailleurs, Mircea Perpelea est doctorant de l’université de Craiova, à la Faculté de Sciences Économiques. Il a suivi différents formations dans des domaines techniques et économiques, aussi bien en Roumanie qu’à l’étranger, obtenant entre autres le titre de Master de l’École Nationale d’Études Politiques et Administratives (SNSPA) de Bucarest.

## Développement des relations franco-roumaines
Mircea Perpelea est membre fondateur et Président d’honneur de l’Association „Amitié franco-roumaine” qui a pour but d’intensifier les relations bilatérales par la réalisation de projets mixtes dans les domaines culturels, d’échanges universitaires, touristiques et sociaux.

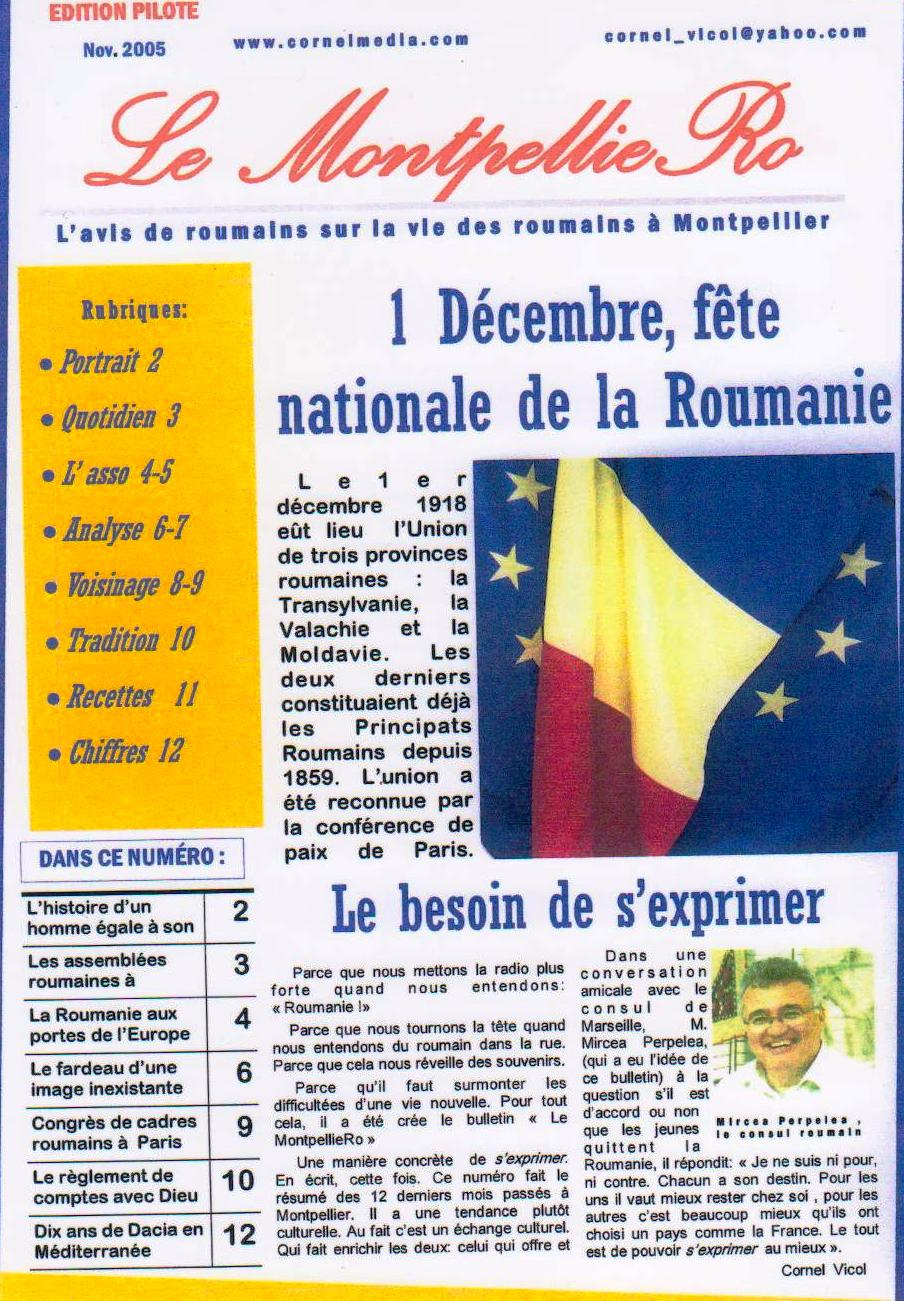
M.Perpelea, Fête Nationale de la Roumanie, 2005

Dans le domaine universitaire, Mircea Perpelea est impliqué dans les projets de coopération entre l’université d’Aix en Provence et l’université de Pitești. À ce titre, le 1er décembre 2009, à l’occasion de la fête nationale de Roumanie, il a été invité par l’Université d’Aix en Provence pour tenir une conférence sur la situation économique et politique en Roumanie. Des échanges d’étudiants et d’enseignants sont actuellement en cours entre les deux universités ainsi qu’un projet visant à proposer l’enseignement de la langue roumaine (avec l’aide de la Faculté des Lettres) aux étudiants français impliqués dans les activités de l’association. 
Ce projet présente un intérêt particulier pour l’association Amitié franco-roumaine dû à sa vocation d’encourager les projets de coopération et d’échange au niveau local. Ainsi, l’un des objectifs de l’association est la réalisation de 13 projets de jumelage entre des communes françaises et roumaines. Trois de ces projets ont déjà été lancés, avec des communes françaises situées dans la région de Marseille – Aix en Provence : La Destrousse – Horezu, Greascque – Alonu, Bouilladisse – Brezoi. À la suite de ces jumelages, des échanges d’élèves ont déjà eu lieu entre les communes de Gréasque et de Horezu. En même temps, des artisans potiers de Horezu sont venus en France pour rencontrer leurs collègues français. Ces derniers sont attendus pour se rendre à leur tour en Roumanie. 
À présent, une série de nouveaux projets sont en discussion, autour de concepts innovants comme le tourisme solidaire, ayant pour objectif d’améliorer la mise en valeur du patrimoine historique et culturel roumain en France. 
Pour son rôle dans toutes ces activités, Mircea Perpelea a été nommé Citoyen d’honneur des communes La Bouilladisse et La Destrousse en France. En avril 2004, il a également reçu la Médaille d’Honneur de la ville de Marseille des mains du Sénateur –Maire Jean Claude Gaudin, Vice-président du Sénat français. 

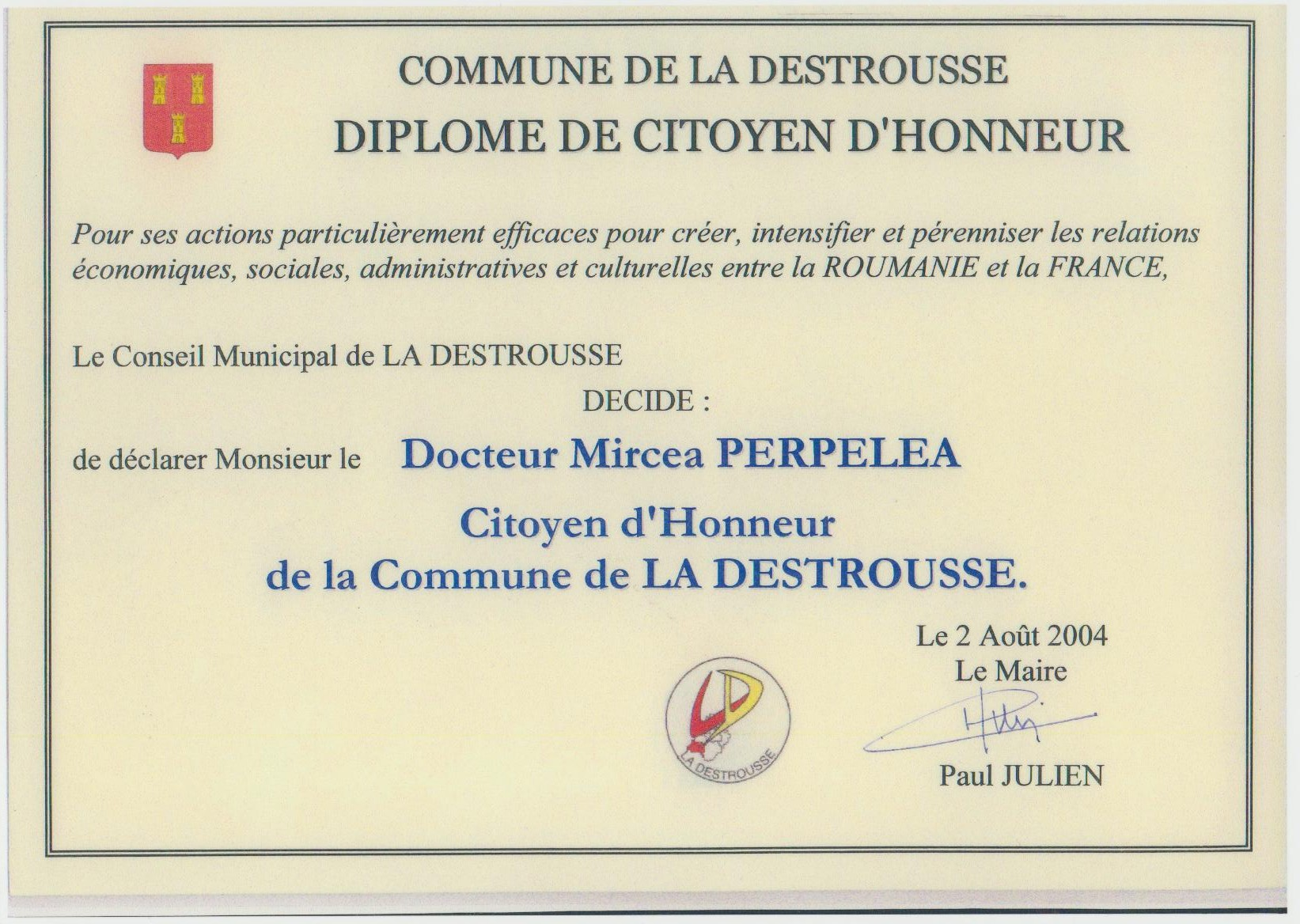
Citoyen d'Honneur La Destrousse

Dans le cadre de son mandat au Consulat de Roumanie, Mircea Perpelea a soutenu le projet du Centre d’affaires franco-roumain (développement économique, touristique et culturel). Il est également l’auteur du projet de coopération entre la Chambre de Commerce de VALCEA et la Chambre de Commerce de Marseille, projet couronné par un jumelage à long terme ainsi que de nombreuses activités d’ordre économique et administratif. 
Mircea Perpelea a été par ailleurs nommé Citoyen d’honneur de la commune de Lacusteni, dans le département de Valcea, pour son rôle actif dans la création et le développement de cette localité. 

## Publications
- Équipements électriques – Éléments de théorie fondamentale, Ed. Noua, Bucuresti, 2008
- Perpelea, M, Réseaux et équipements électriques, Ed. Noua, Bucuresti, 2008
- Métrologie et mesures électriques, Ed. Conphys, Râmnicu Vâlcea, 2004
- Popescu L., Visinescu S., Gestion et décisions financières des entreprises, Ed. Conphys, Râmnicu Vâlcea, 2005
- Perpelea M. s.a., Mecatronica – Convertisseurs électromagnétiques, (auteur chapitre), Ed. Conphys, Ramnicu Vâlcea, 2002
- Iordache M., Analyse numérique des circuits analogiques non linéaires, Marseille, 2006
- La Roumanie – Investissements et Tourisme, 2006, Marsilia.
- Un Préfet au nœud papillon – exercices de diplomatie, Ed. Noua, 2009.

Il a par ailleurs écrit plus d’une vingtaine d’articles de spécialité publiés dans des magazines roumains et étrangers à partir de 1994. 
Il est coauteur de deux recueils d’exercices à l’usage des étudiants, d’un guide de laboratoire, ainsi que de quatre autres ouvrages de spécialité qui se retrouvent dans le catalogue de la bibliothèque de l’université polytechnique de Bucarest.
www.bnr.ro
.